# Hyperion (geslacht)
Hyperion is een geslacht van kevers uit de familie van de loopkevers (Carabidae). De wetenschappelijke naam is gepubliceerd in 1834 door Castelnau.

## Soorten
Het geslacht Hyperion is monotypisch en omvat slechts de volgende soort:
- Hyperion schroetteri (Schreibers, 1802)